# Sauris coalita
Sauris coalita là một loài bướm đêm trong họ Geometridae.